# Jaderná energetika na Ukrajině

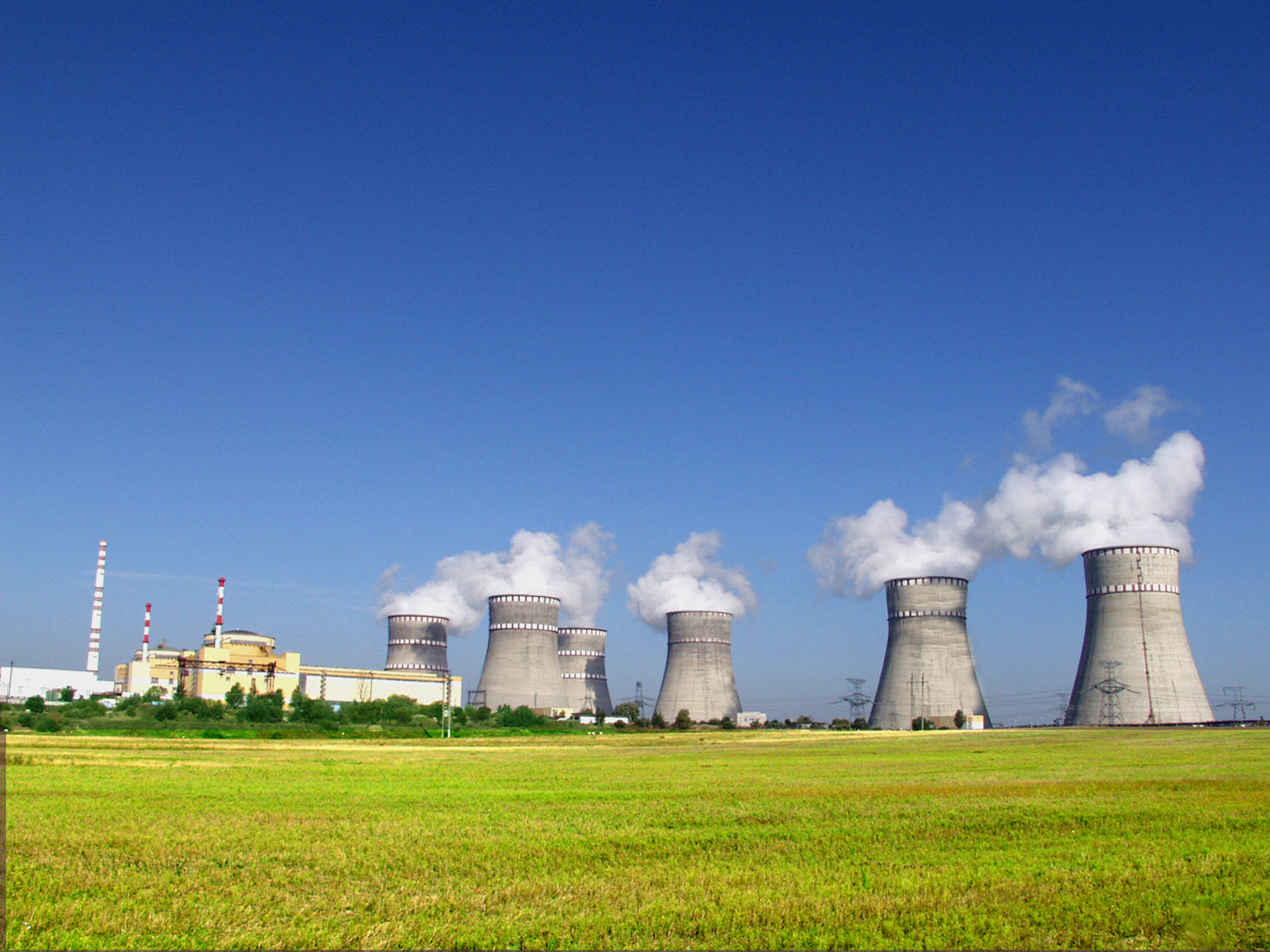
Rovenská jaderná elektrárna na západě Ukrajiny

Jaderná energetika na Ukrajině se v roce 2020 zasloužila o 54,9% veškeré vyrobené elektrické energie v zemi. To je více než dvojnásobek toho, jak tomu bylo v roce 1990 (24,5%). Tímto se Ukrajina umístila na 3. místo v Evropě v podílu jádra v energetickém mixu, hned za Francií a Slovenskem. V zemi se nachází 15 komerčních reaktorů v provozu, 4 komerční reaktory mimo provoz, 2 reaktory ve výstavbě a 3 malé výzkumné, z čehož jeden na Krymu v Sevastopolu, který je pod kontrolou Ruské federace. Jaderná energie v zemi produkuje přes 13 100 MW a tím se řadí na 7. místo v jaderné instalované kapacitě.
Ukrajinská jaderná energie je také nechvalně známa největší jadernou katastrofou v dějinách lidstva, havárií v Černobylské jaderné elektrárně.
30. ledna 2022, poprvé v historii jednotné Ukrajiny, bylo v provozu všech 15 reaktorů najednou kvůli elektrické síti v ostrovním režimu.

## Přehled
Ukrajina je na jaderné energii silně závislá, provozuje celkem 4 jaderné elektrárny, ve kterých je dohromady 15 reaktorů, které jsou všechny v provozu. 12 z 15 reaktorů bylo uvedeno do provozu ještě před rokem 1991, tedy za dob Sovětského svazu. Všechny reaktory, které Ukrajina provozuje, jsou sovětské koncepce VVER (13 VVER-1000 a 2 menší VVER-440). Oba tyto typy jsou provozovány i v České republice v Dukovanech i Temelíně.
V roce 2006 plánovala vláda Ukrajiny do roku 2030 postavit 11 nových energetických bloků, což by znamenalo téměř zdvojnásobení instalovaného výkonu.
Ukrajina odebírala jaderné palivo výhradně z Ruska od ruské společnosti TVEL, ale od roku 2008 země také získává jaderné palivo od Westinghouse. Od roku 2014 vzrostl podíl Westinghouse na dovozu na více než 30 %. V roce 2018 byla smlouva Westinghouse na dodávky paliva VVER prodloužena do roku 2025. Ropa a zemní plyn poskytují zbytek energie v zemi.
V únoru 2018 Ukrajina zajistila americké financování ve výši 250 milionů dolarů na vybudování skladu vyhořelého jaderného paliva, což zabrání nutnosti přepravovat vyhořelé jaderné palivo do Ruska. 
V roce 2019 Energoatom a Turboatom podepsaly pětiletou smlouvu na modernizaci kondenzátorů a turbín v řadě ukrajinských jaderných elektráren.
V srpnu 2021 Energoatom a Westinghouse podepsaly smlouvu na výstavbu reaktorů Westinghouse AP1000, první dva z nich budou instalovány na 5. a 6 bloku Chmelnycké jaderné elektrárny. Navíc probíhá dostavba 3. a 4. bloku za použití nepoužitých komponent z elektrárny Belene v Bulharsku.

### Černobylská havárie

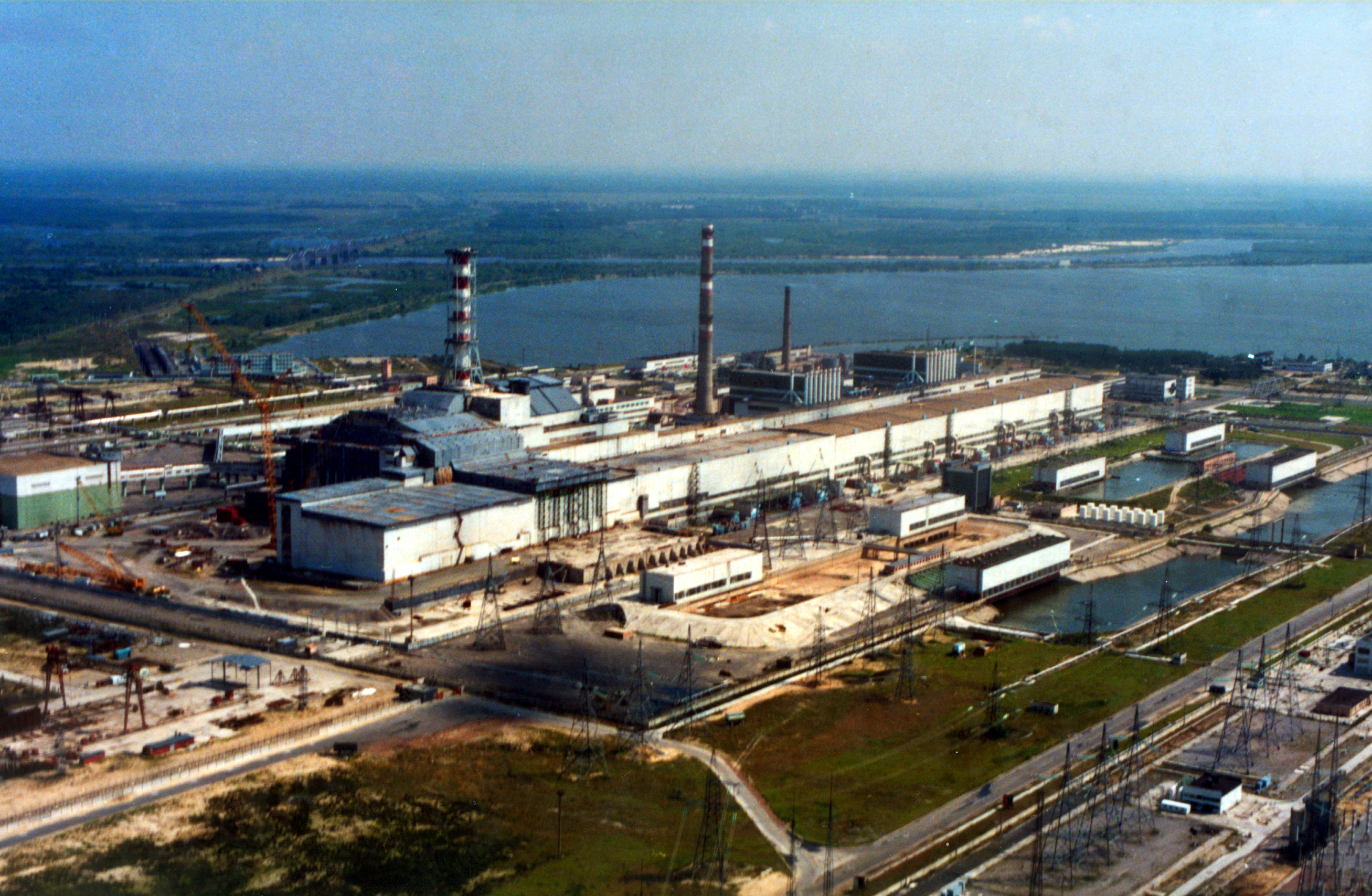
Černobylská jaderná elektrárna, dějiště jaderné havárie

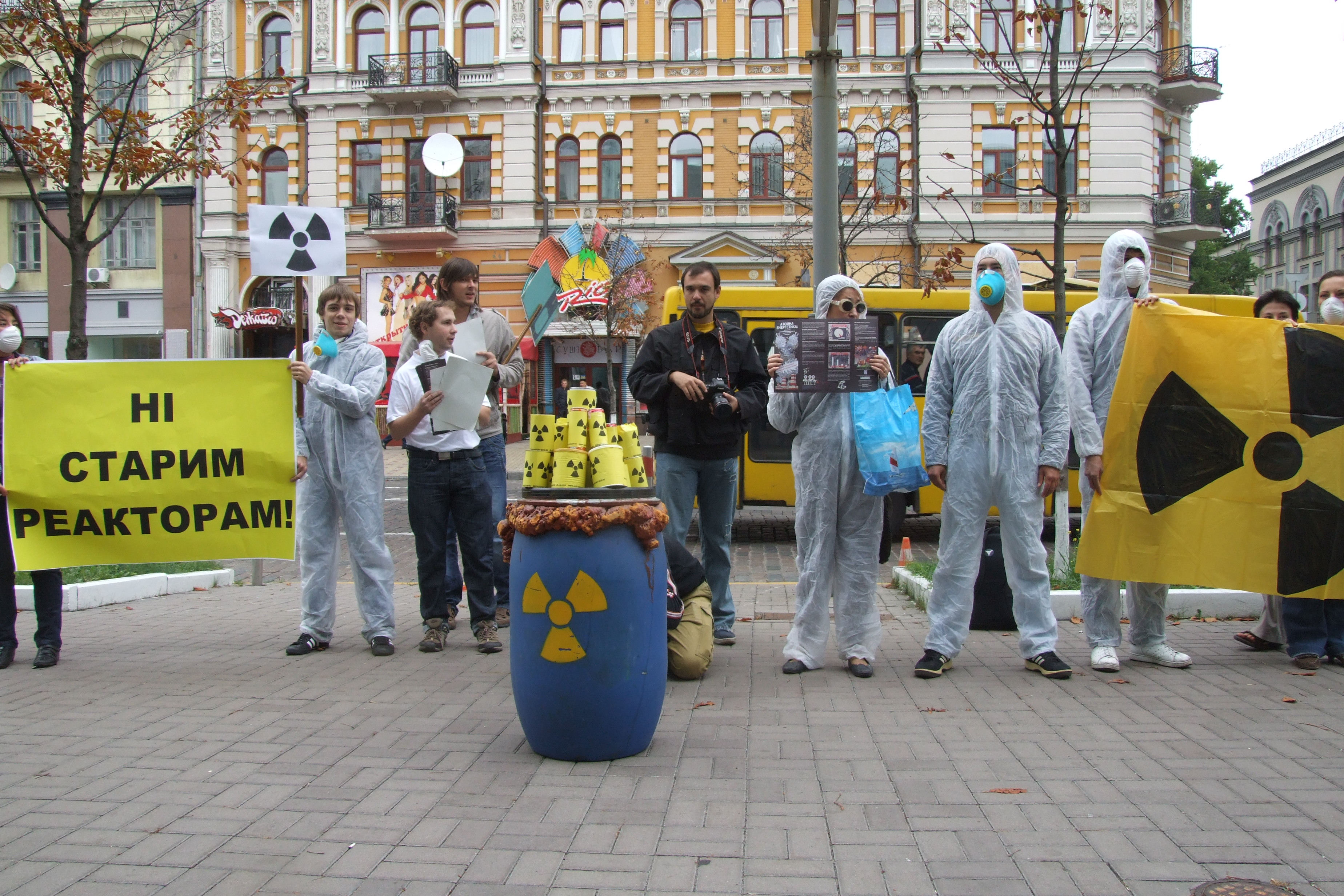
Protijaderné hnutí na Ukrajině

Katastrofa v Černobylu byla jaderná havárie, která se uskutečnila 26. dubna 1986 v Černobylské jaderné elektrárně. Výbuch a následný požár uvolnil do atmosféry velké množství radioaktivních částic, které se rozšířily po velké části Evropy. Je považována za nejhorší nehodu jaderné elektrárny v historii a je jednou ze dvou klasifikovaných jako událost úrovně 7 na Mezinárodní stupnici jaderných událostí (druhá je jaderná katastrofa ve Fukušimě Daiichi).

## Seznam reaktorů

### Seznam provozovaných a plánovaných energetických reaktorů na území Ukrajiny
| Název          | Umístění       | Typ           | Výkon (MWe) | Uvedení do provozu | Poznámky                                                      |
| -------------- | -------------- | ------------- | ----------- | ------------------ | ------------------------------------------------------------- |
| Chmelnycky     | Netišyn        | VVER-1000/320 | 1000        | 1987               |                                                               |
| Chmelnycky     | Netišyn        | VVER-1000/320 | 1000        | 2004               |                                                               |
| Chmelnycky     | Netišyn        | VVER-1000/320 | 1000        | Ve výstavbě        | Výstavba započala v roce 1986, plánováno spuštění v roce 2027 |
| Chmelnycky     | Netišyn        | VVER-1000/320 | 1000        | Ve výstavbě        | Výstavba započala v roce 1987, plánováno spuštění v roce 2029 |
| Chmelnycky     | Netišyn        | AP1000        | 1100        | Ve výstavbě        |                                                               |
| Chmelnycky     | Netišyn        | AP1000        | 1100        | Ve výstavbě        |                                                               |
| Rovno          | Varaš          | VVER-440/213  | 440         | 1980               |                                                               |
| Rovno          | Varaš          | VVER-440/213  | 440         | 1981               |                                                               |
| Rovno          | Varaš          | VVER-1000/320 | 1000        | 1986               |                                                               |
| Rovno          | Varaš          | VVER-1000/320 | 1000        | 2004               |                                                               |
| Jižní Ukrajina | Južnoukrajinsk | VVER-1000/302 | 1000        | 1982               |                                                               |
| Jižní Ukrajina | Južnoukrajinsk | VVER-1000/338 | 1000        | 1985               |                                                               |
| Jižní Ukrajina | Južnoukrajinsk | VVER-1000/320 | 1000        | 1989               |                                                               |
| Jižní Ukrajina | Južnoukrajinsk | VVER-1000/320 | 1000        | Konzervace         | Výstavba započala roku 1987, aktuálně zakonzervováno          |
| Záporoží       | Energodar      | VVER-1000/320 | 1000        | 1984               | Největší jaderná elektrárna v Evropě                          |
| Záporoží       | Energodar      | VVER-1000/320 | 1000        | 1985               | Největší jaderná elektrárna v Evropě                          |
| Záporoží       | Energodar      | VVER-1000/320 | 1000        | 1986               | Největší jaderná elektrárna v Evropě                          |
| Záporoží       | Energodar      | VVER-1000/320 | 1000        | 1987               | Největší jaderná elektrárna v Evropě                          |
| Záporoží       | Energodar      | VVER-1000/320 | 1000        | 1989               | Největší jaderná elektrárna v Evropě                          |
| Záporoží       | Energodar      | VVER-1000/320 | 1000        | 1996               | Největší jaderná elektrárna v Evropě                          |

### Seznam komerčních reaktorů na území Ukrajiny trvale mimo provoz
| Název    | Umístění | Typ       | Výkon (MWe) | Uvedení do provozu | Odstavení | Poznámky                                                 |
| -------- | -------- | --------- | ----------- | ------------------ | --------- | -------------------------------------------------------- |
| Černobyl | Pripjať  | RBMK-1000 | 1000        | 1977               | 1996      |                                                          |
| Černobyl | Pripjať  | RBMK-1000 | 1000        | 1978               | 1992      | Odstaveno z důvodu požáru turbínové haly roku 1991       |
| Černobyl | Pripjať  | RBMK-1000 | 1000        | 1981               | 2000      | Odstaveno na příkaz Leonida Kučmy a pro kompenzace od EU |
| Černobyl | Pripjať  | RBMK-1000 | 1000        | 1983               | 1986      | Explodoval                                               |

### Seznam nedokončených nebo nezapočatých reaktorů na území Ukrajiny
| Název           | Umístění       | Typ           | Výkon (MWe) | Zrušení stavby          | Poznámky                                                       |
| --------------- | -------------- | ------------- | ----------- | ----------------------- | -------------------------------------------------------------- |
| Černobyl        | Pripjať        | RBMK-1000     | 1000        | 1988                    | Plánováno spustit v listopadu 1986, později 1988               |
| Černobyl        | Pripjať        | RBMK-1000     | 1000        | 1988                    | Plánováno spustit v prosinci 1988, později 1990                |
| Čyhyryn         | Orbita         | VVER-1000/320 | 1000        | plán zrušen v roce 1989 |                                                                |
| Čyhyryn         | Orbita         | VVER-1000/320 | 1000        | plán zrušen v roce 1989 |                                                                |
| Čyhyryn         | Orbita         | VVER-1000/320 | 1000        | plán zrušen v roce 1989 |                                                                |
| Čyhyryn         | Orbita         | VVER-1000/320 | 1000        | plán zrušen v roce 1989 |                                                                |
| Charkov         | Birky          | VVER-1000/320 | 1000        | plán zrušen v roce 1989 |                                                                |
| Charkov         | Birky          | VVER-1000/320 | 1000        | plán zrušen v roce 1989 |                                                                |
| Charkov         | Birky          | VVER-1000/320 | 1000        | plán zrušen v roce 1989 |                                                                |
| Charkov         | Birky          | VVER-1000/320 | 1000        | plán zrušen v roce 1989 |                                                                |
| Cherson         | ?              | ?             | -           | Plán zrušen             |                                                                |
| Cherson         | ?              | ?             | -           | Plán zrušen             |                                                                |
| Ivano-Frankivsk | Rožniativ      | VVER-1000/302 | 1000        | Přesunuto               | Prvotní verze VVER-1000, přeprojektováno na Jihoukrajinskou JE |
| Ivano-Frankivsk | Rožniativ      | VVER-1000/302 | 1000        | Přesunuto               | Prvotní verze VVER-1000, přeprojektováno na Jihoukrajinskou JE |
| Jižní Ukrajina  | Južnoukrajinsk | VVER-1000/320 | 1000        | Plán zrušen v roce 1990 | Nedostatečné chladicí možnosti                                 |
| Jižní Ukrajina  | Južnoukrajinsk | VVER-1000/320 | 1000        | Plán zrušen v roce 1990 | Nedostatečné chladicí možnosti                                 |
| Krym            | Ščelkino       | VVER-1000/320 | 1000        | 1989                    | Plánováno spustit v roce 1991, téměř dokončeno                 |
| Krym            | Ščelkino       | VVER-1000/320 | 1000        | 1989                    |                                                                |
| Krym            | Ščelkino       | VVER-1000/320 | 1000        | 1989                    |                                                                |
| Krym            | Ščelkino       | VVER-1000/320 | 1000        | 1989                    |                                                                |
| Kyjev           | Otašiv         | VVER-1000     | 1000        | Plán zrušen v roce 1986 | Zrušeno po Černobylu, vytápění                                 |
| Kyjev           | Otašiv         | VVER-1000     | 1000        | Plán zrušen v roce 1986 | Zrušeno po Černobylu, vytápění                                 |
| Novoazovsk      | Novoazovsk     | VVER-500/271  | 500         | Plán zrušen             | Kombinovaná výroba tepla a elektřiny                           |
| Novoazovsk      | Novoazovsk     | VVER-500/271  | 500         | Plán zrušen             | Kombinovaná výroba tepla a elektřiny                           |
| Novoazovsk      | Novoazovsk     | VVER-500/271  | 500         | Plán zrušen             | Kombinovaná výroba tepla a elektřiny                           |
| Novoazovsk      | Novoazovsk     | VVER-500/271  | 500         | Plán zrušen             | Kombinovaná výroba tepla a elektřiny                           |
| Oděsa           | Teplodar       | VVER-1000/320 | 1000        | plán zrušen v roce 1989 | Kombinovaná výroba tepla a elektřiny                           |
| Oděsa           | Teplodar       | VVER-1000/320 | 1000        | plán zrušen v roce 1989 |                                                                |
| Slavgorod       | ?              | ?             | -           | Plán zrušen             |                                                                |
| Slavgorod       | ?              | ?             | -           | Plán zrušen             |                                                                |
| Zakarpatí       | Chust (?)      | VVER-1000     | 1000        | Plán zrušen             |                                                                |
| Zakarpatí       | Chust (?)      | VVER-1000     | 1000        | Plán zrušen             |                                                                |